# Между нами химия
«Между нами химия» — российский 8-серийный комедийно-драматический телесериал. В главной роли: Александра Бортич, Никита Ефремов, Павел Ворожцов, Нелли Уварова, Евгений Сангаджиев. Премьера сериала состоялась 6 марта 2025 года в онлайн-кинотеатре «Wink».

## Сюжет
Татьяне (Александра Бортич), матери-одиночке, ставят тяжёлый диагноз. Она, переживая, как дети будут жить после её смерти, решает устроить их судьбу. Отдавать их на попечение ненадёжным родственникам (Нелли Уварова и Павел Ворожцов) Таня не хочет, поэтому намеревается срочно выйти замуж — и обязательно за порядочного мужчину, чтобы он точно позаботился о детях. Об этом плане знает только лечащий врач Тани (Евгений Сангаджиев).

## В ролях
- Александра Бортич — Таня (главная героиня)
- Никита Ефремов — Боря / Коля (братья-близнецы)
- Евгений Сангаджиев — Дмитрий Олегович (врач)
- Нелли Уварова — Марина (тётя)
- Павел Ворожцов — Владимир
- Людмила Юлова — Марта (дочь)
- Мирон Проворов — Ваня (сын)
- Мария Карпова — Ольга (подруга)
- Антон Филипенко — Олег (друг)
- Кузьма Котрелев — Саша (сосед)

## Производство
Съёмки проходят в Москве. Производством занимается компания «Водород» при поддержке «Национальной Медиа Группы».
Карина Чувикова, режиссёр картины, в одном из интервью рассказала, что буквально списала идею сериала у жизни — прочитала в социальных сетях комментарий девушки и взяла её ситуацию за основу сюжета:
Через историю Тани мы хотели показать, что даже когда случаются такие испытания, важно искать светлые моменты в жизни и бороться до конца.
Александра Бортич, исполнительница главной роли, призналась, что проект стал для неё новым актёрским опытом:
Моя героиня Таня — взрослая, зрелая, с детьми, ради которых, как и любая мать, пойдет на все — я таких никогда не играла. В целом это совершенно новое для меня амплуа, потому что в сериале фокус внимания всегда на моей героине, практически нет сцен без неё.